# 두툼입술고둥과
두툼입술고둥과(Ringiculidae)는 작은 바다 달팽이과의 하나이다. 비공식군 하이새류에 속하는 해양 복족류 연체동물이다.
두툼입술고둥과는 두툼입술고둥상과(Ringiculoidea)의 유일한 과이다. 이 과에 속한 종들은 겉보기에는 계란고둥아과(Cassinae)의 작은 조가비와 비슷하다.

## 하위 속
두툼입술고둥과에 포함되는 속 목록은 아래와 같다.
- 두툼입술고둥상과(Ringiculoidea)
  - 두툼입술고둥과(Ringiculidae)
    - Microglyphis Dall, 1902
    - Ringicula Deshayes, 1838
      - Ringicula incisa Hedley, 1899[4]

## 추가 문헌
- Morlet L. 1878. Monographie du genre Ringicula: et description de quelques especes nouvelles.